# Sam Sunderland
Sam Sunderland (nascido em 15 de abril de 1989, em Poole) é um piloto britânico de rali baseado em Dubai, mais conhecido por sua participação no Rali Dakar, em que ele ganhou a edição de 2017 na categoria de motocicletas.

## Carreira
Sunderland fez sua estreia no Dakar 2012, pilotando uma Honda, após ter vencido o Campeonato Nacional dos Emirados Árabes em 2010 e 2011. Ele foi forçado a retirar-se em sua terceira participação, devido a uma falha elétrica e não pode competir no ano seguinte, após a quebra de ambos os pulsos em testes antes do evento.
Sua mudança para a Honda aconteceu em 2014, Sunderland tornou-se então o primeiro Britânico a vencer uma etapa do Dakar desde John Deacon em 1998, quando ganhou a segunda etapa e subiu para terceiro na classificação geral, contudo após sofrer uma falha de motor no dia seguinte teve de abandonar o rali. Mais tarde naquele ano, ele assinou com a equipe da fábrica  KTM, vencendo duas etapas do Abu Dhabi Desert Challenge e ficando em segundo lugar no Rali do Marrocos. Sam ganhou o rali de Marrocos em 2015, e ganhou o Qatar sealine rally em 2016.